# Murat Ülker
Murat Ülker (Istanbul, 21 marzo 1959) è un imprenditore turco, azionista di maggioranza della Yıldız Holding, principale conglomerato alimentare del Medio Oriente.
Con un patrimonio stimato da Forbes in 5,1 miliardi di dollari (2024), è l'uomo più ricco della Turchia.

## Biografia
Figlio dell'industriale Sabri Ülker, Murat Ülker è nato il 21 marzo 1959 nella mahalle di Topkapı, nella parte europea di Istanbul. Dopo aver frequentato il prestigioso liceo tedesco di Istanbul (in turco: İstanbul Erkek Lisesi), si è laureato in economia aziendale all'Università Boğaziçi. A 23 anni si è trasferito all'estero per studiare all'American Institute of Baking (AIB) e alla Zentralfachschule der Deutschen Süßwarenwirtschaft (ZDS), formandosi inoltre presso la Continental Baking Company negli Stati Uniti.
Un anno dopo, nel 1984, Ülker è stato assunto dall'omonimo gruppo alimentare fondato dal padre, come coordinatore del controllo. Negli anni successivi, ha ricoperto il ruolo di assistente del direttore generale per le imprese e, successivamente, di direttore generale. Nel 2000 è diventato CEO della controllante, la Yıldız Holding, prima di diventarne presidente nel 2008. Nel 2020 ha lasciato quest'ultimo incarico al nipote Ali Ülker, pur rimanendo azionista di maggioranza della società al 63%. 

### Vita privata
Murat Ülker è sposato con Betül Ataseven. La coppia ha tre figli e vive a Istanbul.